# Copa de Estonia 2016-17
La Copa de Estonia 2016-17 fue la edición número 27 de la Copa de Estonia. El torneo empezó el 31 de mayo de 2016, con el primer partido de los sesentaicuatroavos de final y terminó el 27 de mayo de 2017 con la final en el A. Le Coq arena. Flora Tallin es el campeón defensor.
El campeón se clasificará para la primera ronda de la Liga Europa de la UEFA 2017-18.

## Dieciseisavos de final
El sorteo de los dieciseisavos de final se llevó a cabo el 6 de agosto de 2016. Previo a los dieciseisavos de final se jugaron los treintaidosavos y los sesentaicuatroavos de final.
| Local                     | Resultado          | Visitante               | Fecha            |
| ------------------------- | ------------------ | ----------------------- | ---------------- |
| Tartu Ülikool Fauna (5)   | 4 – 6              | (5) EMÜ                 | 24 de agosto     |
| Viljandi Tulevik (2)      | 1 – 0              | (1) Sillamäe Kalev      | 1 de septiembre  |
| Saue Laagri (4)           | 0 – 3              | (2) Infonet Tallinn II  | 1 de septiembre  |
| JK Terav Sats (RL)        | 0 – 2              | (6) Raplamaa Märjamaa   | 4 de septiembre  |
| Kuressaare (3)            | 3 – 2              | (4) Tallinna JK Legion  | 4 de septiembre  |
| Rumori Calcio Tallinn (6) | 4 – 3              | (5) JK Kernu Kadakas    | 4 de septiembre  |
| FC Tartu (5)              | 0 – 11             | (1) Infonet Tallinn     | 6 de septiembre  |
| Tallinna Kalev (2)        | 5 – 0              | (5) SK Tääksi           | 7 de septiembre  |
| Rakvere JK Tarvas (1)     | 2 – 3              | (1) Paide Linnameeskond | 20 de septiembre |
| Levadia Tallin III (4)    | 1 – 8              | (1) Tammeka Tartu       | 20 de septiembre |
| Molycorp Silmet (RL)      | (pró.) 6 – 5       | (3) Flora Tallin U19    | 21 de septiembre |
| Kohtla-Järve JK Järve (2) | 0 – 2              | (2) Flora Tallin U21    | 21 de septiembre |
| Narva United (4)          | 0 – 0 (3–2) (pen.) | (3) Viimsi              | 21 de septiembre |
| Levadia Tallinn (1)       | 7 – 0              | (3) Raasiku FC Joker    | 27 de septiembre |
| Flora Tallinn (1)         | 5 – 0              | (4) Tõrva               | 28 de septiembre |
| Nõmme Kalju (1)           | 10 – 0             | (5) Poseidon Pärnu      | 5 de octubre     |

## Octavos de final
El sorteo de los octavos de final se realizó el 21 de septiembre de 2016.
| Local                  | Resultado | Visitante                 | Fecha           |
| ---------------------- | --------- | ------------------------- | --------------- |
| Tammeka Tartu (1)      | 5 – 1     | (6) Rumori Calcio Tallinn | 5 de octubre    |
| Kuressaare (3)         | 5 – 0     | (6) Raplamaa Märjamaa     | 12 de octubre   |
| EMÜ (5)                | 0 – 5     | (2) Viljandi Tulevik      | 16 de octubre   |
| Infonet Tallinn (1)    | 2 – 1     | (1) Levadia Tallinn       | 18 de octubre   |
| Nõmme Kalju (1)        | 1 – 0     | (1) Flora Tallinn         | 19 de octubre   |
| Infonet Tallinn II (2) | 1 – 3     | (1) Paide Linnameeskond   | 19 de octubre   |
| Flora Tallin U21 (2)   | 1 – 4     | (4) Narva United          | 19 de octubre   |
| Molycorp Silmet (RL)   | 0 – 11    | (2) Tallinna Kalev        | 15 de noviembre |

## Cuartos de final
El sorteo de los cuartos de final se realizó el 28 de febrero de 2017.
| Local                | Resultado          | Visitante               | Fecha       | Estadio                          |
| -------------------- | ------------------ | ----------------------- | ----------- | -------------------------------- |
| Viljandi Tulevik (2) | 0 – 1 (pró.)       | (1) Tammeka Tartu       | 11 de abril | Viljandi linnastaadion kunstmuru |
| Tallinna Kalev (2)   | 0 – 3              | (1) Paide Linnameeskond | 11 de abril | Kalevi Keskstaadioni kunstmuru   |
| Nõmme Kalju (1)      | 1 – 1 (3–5) (pen.) | (1) Infonet Tallinn     | 12 de abril |                                  |
| Narva United (4)     | 3 – 1              | (3) Kuressaare          | 12 de abril |                                  |

## Semifinales
El sorteo de la final se realizó el 13 de abril de 2017.
| Local               | Resultado | Visitante               | Fecha      | Estadio         |
| ------------------- | --------- | ----------------------- | ---------- | --------------- |
| Tammeka Tartu (1)   | –         | (1) Paide Linnameeskond | 9 de mayo  | Tamme staadion  |
| Infonet Tallinn (1) | –         | (4) Narva United        | 10 de mayo | Sportland Arena |

## Final
La final se jugará el 27 de mayo de 2017 en el A. Le Coq arena.
| Local | Resultado | Visitante | Fecha      | Estadio         |
| ----- | --------- | --------- | ---------- | --------------- |
|       | –         |           | 27 de mayo | A. Le Coq arena |